# Zagorzyce (województwo podkarpackie)
Zagorzyce – wieś w Polsce, położona w województwie podkarpackim, w powiecie ropczycko-sędziszowskim, w gminie Sędziszów Małopolski, na południe od Sędziszowa Małopolskiego, wzdłuż drogi do Wielopola Skrzyńskiego.
| SIMC    | Nazwa               | Rodzaj     |
| ------- | ------------------- | ---------- |
| 0661227 | Browar              | część wsi  |
| 0995626 | Budy                | przysiółek |
| 0661233 | Budzisz Zagorzański | przysiółek |
| 0661240 | Dolne Zagorzyce     | część wsi  |
| 0661256 | Górne Zagorzyce     | część wsi  |
| 0661262 | Lipie               | przysiółek |
| 0995684 | Majchrówka          | część wsi  |
| 0661279 | Malskówka           | część wsi  |
| 0661285 | Na Dziale           | przysiółek |
| 0995709 | Na Górach           | przysiółek |
| 0661291 | Nowarka             | przysiółek |
| 0995715 | Ochałówka           | część wsi  |
| 0661300 | Podlasek            | przysiółek |
| 0995750 | Poklasne            | część wsi  |
| 0661316 | Pola                | przysiółek |
| 0661322 | Przymiarki          | przysiółek |
| 0661339 | Pustki              | część wsi  |
| 0995773 | Ratajówka           | część wsi  |
| 0995780 | Rogówka             | część wsi  |
| 0661345 | Rzeki               | przysiółek |
| 0661351 | Sobótki             | przysiółek |
| 0661368 | Tarnów              | część wsi  |
| 0661374 | Zamoście            | część wsi  |

W latach 1975–1998 miejscowość należała administracyjnie do województwa rzeszowskiego.
Pierwsza wzmianka o tej wsi pochodzi z XIII wieku. W średniowieczu terytorium, na którym leżały Zagorzyce, nazywano „Zabrona”.
W lutym 2024 roku Szkoła Podstawowa w Zagorzycach Dolnych otrzymała imię kpt Karola Chmiela.
Na terenie Zagorzyc funkcjonują dwa sołectwa Zagorzyce Dolne i Zagorzyce Górne oraz dwie parafie rzymskokatolickie dekanatu Sędziszów Małopolski:
- parafia św. Apostołów Piotra i Pawła – założona w 1925 roku,
- parafia Niepokalanego Serca NMP – powstała w 2006 roku.

## Urodzeni w Zagorzycach
- Karol Chmiel
- Franciszek Kolbusz
- Maksymilian Pazdan